# Усть-Кяхта
Усть-Кя́хта (бур. Хяагтын Адаг) — село в Кяхтинском районе Бурятии. Образует сельское поселение «Усть-Кяхтинское».

## География
Расположено на правом берегу Селенги, при впадении речки Кяхты, в 26 км северо-западнее районного центра — города Кяхта. Ближайшая ж/д станция Хоронхой находится в 16 км по автодороге на юго-запад от села.

## История

### XVIII—XIX века
Первоначально, Усть-Кяхта — ремесленная слобода Троицкосавска, основанная в 1730 году.
15 декабря 1743 года был издан указ Сената о выселении из Троицкосавска на постоянное местожительство лиц, не имеющих капитала, которых сначала стали селить в окрестностях Усть-Кяхты. Так, в Липовском жил Липка, в Киприяновке — Киприян и т. п. Выселенцы стремились к тому, чтобы накопив капитал снова вернуться в торговую слободу Троицкосавска.
В 1775 году построена Богородице-Тихвинская церковь. В это время в слободе было 70 дворов и 500 жителей. Жители занимались хлебопашеством и сенокошением. Было развито огородничество, которое появилось здесь благодаря капитану Кропотову, прибывшему в эти места по поручению Екатерины II для переговоров с китайцами. Капитан появлялся в Усть-Кяхте дважды — в 1763 и 1765 годах. Во второй приезд он прожил здесь три года и в это время занялся введением огородничества. Огороды поливали из речки Савва. В 1800 году Савва после сильного дождя разлилась и затопила все огороды, вынудив жителей селиться на высокие места. Село разделилось на три части — на Заречную, Сухоруку и Горную.
С развитием торговли в Кяхте в селе стали появляться торговые дельцы, которые начали создавать различные ремесленные производства и ввели некоторые улучшения в сельском хозяйстве. Купец Николай Игумнов открыл конный завод с лошадьми орловской породы, разводил холмогорских коров, мериносовых овец и пчёл; построил ирригационные сооружения на сенокосных угодьях. Сено продавали ямщикам, возившим чай из Кяхты в Иркутск на весьма выгодных условиях. В 1820 году купец заложил сад в селе.
26 июня 1812 года была произведена закладка каменной Богородице-Тихвинской церкви, которая строилась в течение 15 лет за счёт средств местных жителей. Кирпич делали здесь же.
Вслед за Игумновым появляется некий Орлов, который открыл торговлю предметами первой необходимости (чаем, сахаром и другими мелкими товарами). Дорогостоящих мануфактур, как ситец, здесь не покупали. Местные жители в основном носили одежду из дешёвой китайской материи (даба, далемба). В 1818 году Орлов открыл небольшой кожевенный завод, который вырабатывал в год до тысячи кож. Потребителями кож была кяхтинская торговля.
17 февраля 1820 года во время визита М. М. Сперанского в Кяхту и Троицкосавск, в Усть-Кяхте был учреждён Михайловский запасной хлебный магазин.
В 1835 году в Усть-Кяхте открылся сахарный завод. Свекловица для завода рассаживалась в окрестности и Бичуре. Выращивали неплохую свеклу, но сахар не могли получать, так как не было хорошо знающих сахарное производство мастеров. Затем завод переключился на выработку мыла и свечей.
С 1837 года число мелких промышленных предприятий увеличивается. Так, кожевенных заводов стало 10, мыловаренных — 3, свечных — 2. Мыло и свечи распространялись по всему Забайкалью до 1875 года. К 1840 году заметно увеличилось и население Усть-Кяхты — насчитывалось до 700 жителей, при числе дворов 120. Преобладало население мещанского и крестьянского сословий.
С осени каждого года в Усть-Кяхту начинали прибывать томские, иркутские и кабанские ямщики, которые находились в селе почти до Рождества в ожидании замерзания Байкала и установления санного пути.
В 1860 году открылось Усть-Кяхтинское начальное училище.
В 1864 году в село был проведён телеграф из Троицкосавска.
В 1869 году началось пароходное сообщение по Селенге с Усть-Кяхтой.
В 1870 году был проложен новый путь от Байкала в слободу Усть-Кяхта и далее до Кяхты через Удунгу с остановкой в Зарубино.
24 августа 1884 года открылась Матвеевская богадельня. Весной 1883 года кяхтинский купец I гильдии Матвей Васильевич Шишмаков приобрёл дом рядом с церковью и приходским училищем. После ремонта в богадельню заселились 10 человек. Управляли богадельней священник, попечители церкви и церковный староста.
В 1888 году впервые в Усть-Кяхте появился медицинский пункт в лице одной акушерки.
С 1890 года в селе стояла казачья батарея.

### XX век
В 1902 году в селе была открыта церковно-приходская библиотека. Книгами читатели пользовались бесплатно. В фондах имелись произведения русских классиков. Особенно хорошо была представлена литература по географии и этнографии Центральной Азии.
22 июля 1926 года началось регулярное воздушное сообщение по линии Верхнеудинск — Урга. Линия стала первой международной авиалинией СССР. Самолёты совершали промежуточную посадку в Усть-Кяхте.
Пристань в Усть-Кяхте была самой верхней на Селенге. Утратила своё значение после строительства железнодорожной ветки Улан-Удэ — Наушки.

## Население
| 2002  | 2010  | 2012  | 2013  | 2014  | 2015  | 2016  |
| ----- | ----- | ----- | ----- | ----- | ----- | ----- |
| 1814  | ↘1752 | ↗2055 | ↘1970 | ↘1958 | ↘1957 | ↘1925 |
| 2017  | 2018  | 2019  | 2020  | 2021  | 2023  | 2024  |
| ↘1865 | ↘1831 | ↘1807 | ↘1765 | ↘1698 | ↘1687 | ↘1673 |

## Инфраструктура
- средняя общеобразовательная школа
- детский сад
- врачебная амбулатория
- библиотека
- Дом культуры

## Объекты культурного наследия
В окрестностях села Усть-Кяхта известны многочисленные местонахождения археологических памятников, которые осматривались и исследовались А. П. Мостицем в 1894 г., С. Н. Лаптевым в 1924 г., Г. Ф. Дебецем и Г. П. Сосновским в 1926 г., А. П. Окладниковым и З. А. Абрамовой в 1947, 1949, 1950 гг., Ю. А. Гричаном, Ю. П. Холюшкиным в 1974-77 гг. (в составе экспедиции под руководсгвом A. П. Окладникова), В. И. Ташаком в 1989—1995 гг.
Коллекции хранятся в Кяхтинском краеведческом музее им. В. А. Обручева, ИАиЭ СО РАН, ИМБиТ СО РАН.

### Могильник хуннский (III в до н. э. — I в.н.э)
Находится в 8,5 км восточнее с. Усть-Кяхта (Ильмовая падь), в 1,5-2 км на восток от шоссе «Улан-Удэ-Кяхта» (21 км шоссе «Кяхта-Улан-Удэ»).

### Могильник эпохи Средневековья (Ильмовая падь) (X—XV вв.н. э.)
Находится в 8 км ВЮВ с. Усть-Кяхта и в 1 км восточнее автодороги «Улан-Удэ-Кяхта» (22 км от Кяхты).

### Богородице-Тихвинская церковь
Богородице-Тихвинская церковь — православный храм, один из памятников русской архитектуры XIX века в Прибайкалье. Церковь была возведена в 1812—1820 годы.
 Объект культурного наследия народов РФ регионального значения. Рег. № 031410058130005 (ЕГРОКН)

## Родились в Усть-Кяхте
- Жигжитов, Михаил Ильич (1915—1990) — советский бурятский писатель, Народный писатель Бурятии[24].
- Похожаев, Станислав Иванович (1935—2014) — советский и российский математик.

## В художественной литературе
Усть-Кяхта упоминается в детективном романе Л. А. Юзефовича «Князь ветра».
Также упоминается в романе «Механическое пианино» — Курта Воннегута.

## Палеогенетика и археология
Зуб древнего человека, найденный близ деревни Усть-Кяхта на участке Усть-Кяхта-3 и исследованный генетиками, показал, что геном его обладателя, жившего ок. 14 тыс. л. н., происходит от смешанной популяции древних северных евразийцев (ANE) (Мальта́) и северо-восточных азиатов (Northeast Asian (NEA)).
У образца UKY001 определена Y-хромосомная гаплогруппа C2b (C2b1a1-F3918>F3918*, ISOGG 2018) и митохондриальная гаплогруппа C4 (C4*).
По материалам Усть-Кяхтинского археологического района на основе комплекса технико-типологических признаков выделена селенгинская культура.

### Исторические источники
- Мартос А. И. Письма о Восточной Сибири. // Москва. Университетская типография. 1827. стр. 58-59
- Крит Н. Будущность Кяхтинской торговли. — Санкт-Петербург: типография Артиллерийского департамента В. С., 1862
- Талько-Грынцевич Ю. Д. Материалы к палеоэтнологии Забайкалья // Труды Троицкосавско-Кяхтинского отделения Приамурского отдела Императорского Русского географического общества, т. I, вып. 3, 1898, стр. 35-76.
- Талько-Грынцевич Ю. Д. Материалы к палеоэтнологии Забайкалья // Труды Троицкосавско-Кяхтинского отделения Приамурского отдела Императорского Русского географического общества, т. IV, вып. 2, 1901, стр. 32-59.
- Верблеонер А. И. Проект постройки железной дороги от Мысовска до Троицкосавска и Кяхты в связи с её продолжением по Монголии через Ургу до Калгана (с картой и профилем) // Труды Троицкосавско-Кяхтинского отделения Приамурского отдела Императорского Русского географического общества, т. XII, вып. 1,2 и последний, 1909. — СПб, 1911.
- Старицкий А. К. Река Селенга в Забайкальской области. — СПб, 1913
- Окладников А. П., Запорожская В. Д. Петроглифы Забайкалья. — Л., 1969. — Ч 1
- Окладников А. П., Запорожская В. Д. Петроглифы Забайкалья. — Л., 1970. — Ч 2
- Коновалов П. Б. Хунну в Забайкалье (погребальные памятники). — Улан-Удэ: Бурятское книжное издательство, 1976. 248 с.
- Тиваненко А. В. Древнее наскальное искусство Бурятии: новые памятники. — Новосибирск, 1990
- Ташак В. И. Усть-Кяхта — многослойное поселение на р. Селенге // Культуры и памятники эпохи камня и раннего металла Забайкалья. — Новосибирск, 1993
- Тиваненко А. В. Древние святилища Восточной Сибири в эпоху раннего средневековья. — Новосибирск, 1994
- Лбова Л. В., Хамзина Е. А. Древности Бурятии: карта археологических памятников. — Улан-Удэ, 1999.
- Цыбиктаров В. А. Петроглифы Забайкалья (вопросы формирования источниковой базы, историографии и культурно-исторической интерпретации)//Автореферат на соискание ученой степени кандидата исторических наук. — Новосибирск, 2006

### Справочники
- Туристский путеводитель «Байкал». — М.: издательство VIZA, 2009.
- Историко-культурный атлас Бурятии. — М.: ИПЦ «Дизайн. Информация. Картография», 2001.

### СМИ
- Тугутов Р. Ф. Село Усть-Кяхта // Знамя Ленина, 26 и 28 февраля, 12 марта 1958 г.
- Тугутов Р. Ф. Пещеры Кяхтинского аймака //Знамя Ленина № 88 (2910), 20 июля 1958 г.
- Тугутов Р. Ф. Наскальные изображения в Кяхтинском аймаке // Знамя Ленина № 91 (2913), 27 июля 1958 г.
- Агафонов А. Так мы живем // Ленинское знамя, 24 сентября 1968 г.
- Фарфутдинов А. Из истории села Усть-Кяхты // Ленинское знамя, 27 июня 1976 г.
- Натаев П. Усть-Кяхта в зеркале времени // Бурятия, 26 августа 2003 г.
- Филиппова Л. Была Усть-Кяхта слободой // Ленинское знамя, 29 августа 2003 г.